# Åsgards fall
Åsgards fall (norveški: "Pad Asgarda") drugi je EP norveškog black/viking metal sastava Helheim. EP je 1. studenog 2010. godine objavila diskografska kuća Karisma Records.

## O albumu
Prve su četiri pjesme na EP-u bile napisane i skladane izričito za ovo glazbeno izdanje. Peta pjesma, "Dualitet og ulver", bila je naknadno objavljena na sedmom studijskom albumu sastava Heiðindómr ok mótgangr. Šesta pjesma, "Jernskogen", ponovno je snimljena inačica istoimene pjesme koja se prvi put pojavila na albumu Blod & ild iz 2000. godine.

## Objava
Nakon objave EP-a 25. listopada 2010. u Norveškoj, Helheim je krenuo na dvotjednu europsku turneju sa sastavima Vulture Industries, Taake i Sulphur te je održao koncerte u Francuskoj, Švicarskoj, Italiji, Srbiji, Rumunjskoj, Slovačkoj, Sloveniji, Češkoj i Njemačkoj.

## Popis pjesama
Tekstovi: V'gandr. 
| 1.    | »Åsgards fall I« (Pad Asgarda I)                                      | H'grimnir | 9:28  |
| 2.    | »Åsgards fall (Mellomspill)« (Pad Asgarda (Interludij); instrumental) |           | 2:09  |
| 3.    | »Åsgards fall II« (Pad Asgarda II)                                    | V'gandr   | 12:02 |
| 4.    | »Helheim VII« (instrumental)                                          | Hrymr     | 1:04  |
| 5.    | »Dualitet og ulver« (Dvojnost i vukovi)                               | V'gandr   | 4:35  |
| 6.    | »Jernskogen« (Željezna šuma)                                          | H'grimnir | 4:13  |
| 33:31 |                                                                       |           |       |

## Zasluge
| Helheim - V'gandr – vokali, bas-gitara - Hrymr – bubnjevi, perkusija, drombulja, snimanje - H'grimnir – vokali, ritam gitara, naslovnica - Noralf – gitara, snimanje Ostalo osoblje - Bjørnar E. Nilsen – produkcija, snimanje, inženjer zvuka - Herbrand Larsen – mastering | Dodatni glazbenici - Hoest – vokali (na pjesmi 5) - Gunnar Emmerhoff – vokali (na pjesmama 1, 2 i 3) - PV – vokali (na pjesmama 1, 2 i 3) - Trine Mjanger – rog (na pjesmama 1, 3 i 5) |